# Bouvignes-sur-Meuse
Bouvignes-sur-Meuse (ou Bovegne) é uma cidade em Dinant, na província de Namur na Bélgica.

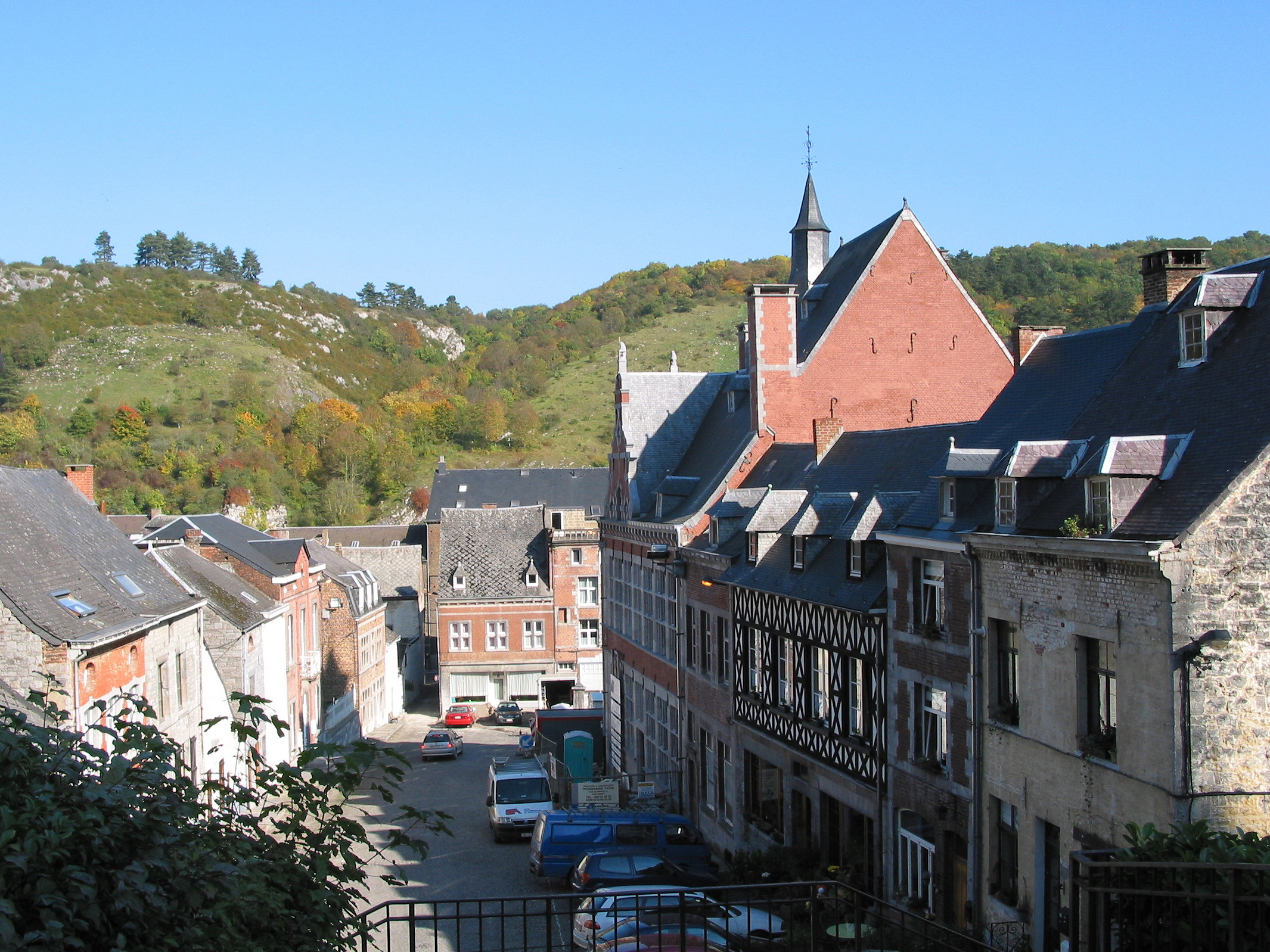
Distrito da "Casa Espanhola" (século XVI)